# Susana Malcorra
Susana Mabel Malcorra (Rosario, Argentina, 18 de novembre de 1954) és una enginyera elèctrica i diplomàtica argentina. Va ser designada Canceller de la Nació Argentina pel president Mauricio Macri. El seu nomenament havia estat anticipat el 24 de novembre de 2015. Al març de 2012 va ser designada per Ban Ki-moon, Secretari General de les Nacions Unides, com Cap de Gabinet d'aquesta organització.

## Biografia

### Primers anys
Malcorra va estudiar enginyeria elèctrica a la Universitat Nacional de Rosario. Entre 1979 i 1993 va treballar en IBM i en aquest any va ingressar en Telecom Argentina, on arribaria a ser presidenta.
El 2001 durant el seu pas com a gerent general de Telecom va resoldre una retallada del 10% en els sous dels treballadors telefònics però davant el rebuig de Foetra, va amenaçar amb acomiadaments. «El proper pas serà prendre mesures que incloguin la sortida de gent», va dir al diari La Capital, la qual cosa va generar una sèrie de mesures de força gremials per les quals va haver de fer marxa enrere amb aquesta decisió. Havia manat 400 telegrames d'acomiadament a empleats que no acceptaven una rebaixa de sous.
Després de sortir de l'entitat de telecomunicacions el 2002 va ser cofundadora de Vectis Management, empresa que té per objecte donar suport a les grans organitzacions que troben dificultats en els processos de canvi i transició.

### Nacions Unides
Des de 2004 en l'ONU, es va exercir com a Directora d'Operacions i Directora Executiva Adjunta del Programa Mundial d'Aliments, on va estar a càrrec d'emergències, amb les operacions humanitàries en més de 80 països. Durant l'emergència del tsunami al desembre de 2004, va dirigir la primera fase de la resposta operativa i va passar revista als recursos humans, pressupost, finances, informació, tecnologia, telecomunicacions, administració i seguretat per fer front a la catàstrofe. Va ingressar a les Nacions Unides després d'un procés de selecció de més d'onze entrevistes coordinat per un head hunter («caçador de talents»).
Va ser, des de 2008 fins a 2012, Secretària General Adjunta del Departament de Suport a les Activitats sobre el Terreny de Nacions Unides, sent nomenada per Ban Ki-moon i reemplaçant a la nord-americana Jane Holl Lute.
En els seus anys en les Nacions Unides, Ban Ki-moon la va considerar la seva mà dreta i la va anomenar «La doctora no» per les respostes que donava en algunes ocasions davant els estats membres.

### Canceller de la Nació Argentina

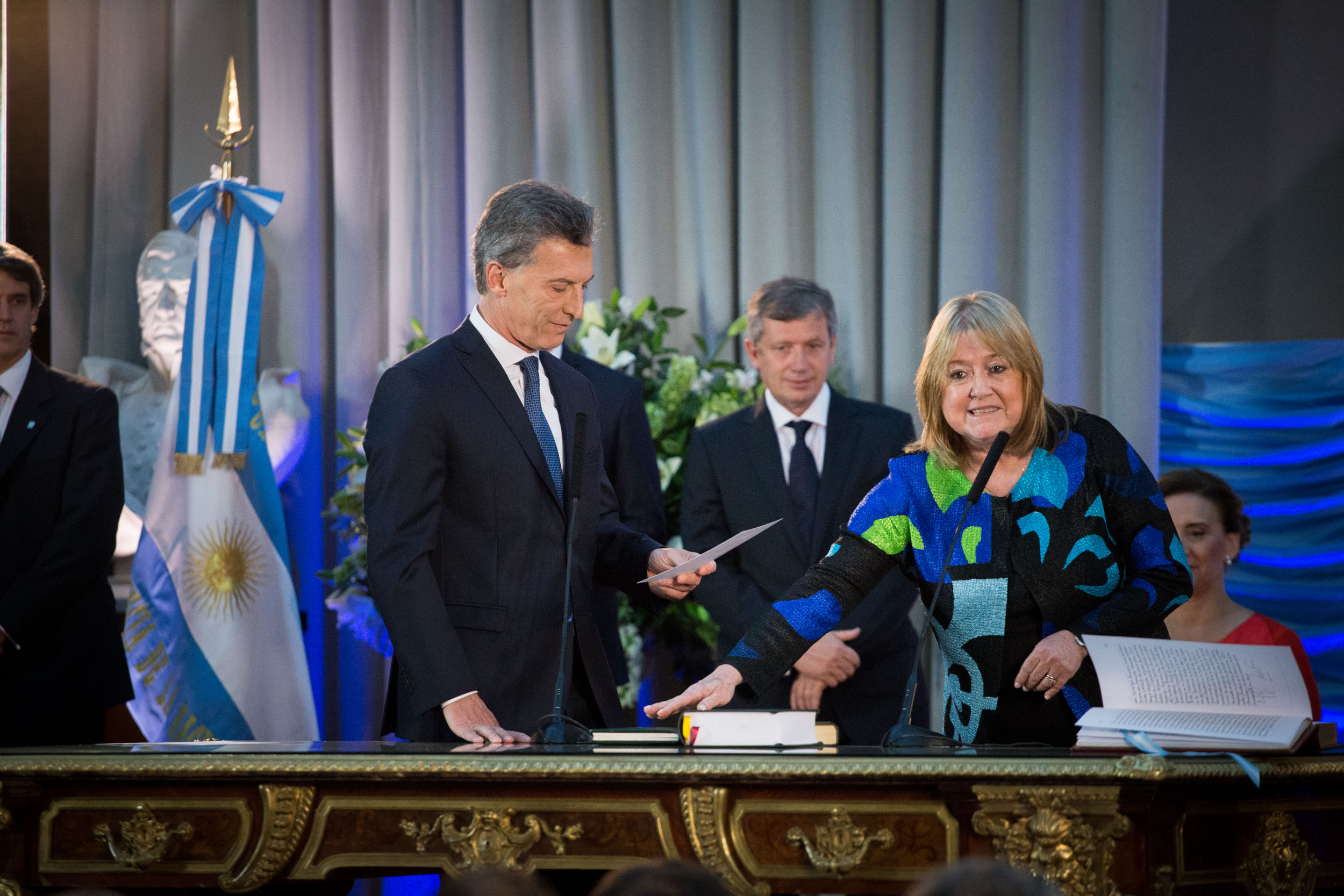
Malcorra, jurant el 10 de desembre de 2015.

El 24 de novembre de 2015 va acceptar el càrrec de Ministra de Relacions Exteriors de la República Argentina pel govern de Mauricio Macri Ban Ki-moon va felicitar a Malcorra pel futur nomenament i va destacar les seves funcions en l'organització i que va complir les seves funcions amb «gran distinció» i que per les converses amb els líders pel seu reemplaçament en l'ONU va ser designat el guatemalenc Edmond Mulet.
Dies abans d'assumir en el càrrec va ser entrevistada en el diari La Nació on va realitzar declaracions sobre els liniaments de la política exterior argentina a seguir indicant que «tot allò que serveixi als interessos argentins serà utilitzat d'una manera madura». També va parlar d'obertura i millores amb la relació dels Estats Units, generar vincles econòmics amb Iran, apropament amb Xina sobre energies renovables i va declarar que la qüestió de les Illes Malvines «no ho és tot» en les relacions amb el Regne Unit.
Després d'assumir en el càrrec, Diosdado Cabello, titular de l'Assemblea Nacional de Veneçuela, va acusar Malcorra de pertànyer a l'Agència Central d'Intel·ligència dels Estats Units. Cabello va afirmar que l'havia rebut en la seva oficina i que era «la CIA mateixa». Dies més tard la canceller veneçolana Delcy Rodríguez la va criticar sobre «la seva persistent i il·legítima ingerència en assumptes interns de Veneçuela». La ministra per a Relacions Exteriors de Veneçuela, Delcy Rodríguez, va criticar a Susana Mabel Malcorra: "preocupa també que a escassos dies de mandat el President argentí atempti contra la llibertat d'expressió al seu país i l'ètica judicial". Per la seva part, representants de Veneçuela van advocar per l'alliberament dels presos polítics d'aquest país. D'altra banda, el Parlasur va demanar informació sobre la detenció de la diputada Milagros Sala, considerada presa polìtica. El president del parlament regional,Jorge Taiana va demanar informació a la Canceller Malcorra i va advertir que no s'està respectant la investidura de la dirigent com a parlamentària regional. Aquesta detenció política va ser també reclamada pel Papa Francisco
A la fi del desembre de 2015, en una nota del Diari Perfil, Malcorra va declarar que estava revisant l'estructura del Ministeri de Relacions Exteriors i que va a crear una sotssecretaria de l'Atlàntic Sud, incloent la qüestió Malvines, anunciat així el tancament de la secretaria d'Assumptes Relatius a les Illes Malvines, creada en 2013.

## Controvèrsies
Cables i documents filtrats per Wikileaks sostenen que durant els seus anys en Nacions Unides, Malcorra va treballar a favor del govern dels Estats Units. Susan Rice, llavors ambaixadora nord-americana davant l'organisme, li va sol·licitar posar ciutadans nord-americans en diferents llocs sota Malcorra i que ella va acceptar. També es van filtrar cables on delegats italians i britànics es queixaven de la burocràcia de la missió de Nacions Unides a Darfur, que estava al comandament de Malcorra.
Al juny de 2015, la revista nord-americana Foreign Policy va revelar una recerca interna de Nacions Unides sobre el rol que va complir Malcorra i altres alts funcionaris de Nacions Unides en un possible ocultament de denúncies per abusos sexuals a menors d'edat perpetrats per Cascos Blaus de l'ONU i forces de pau de Guinea, Txad i Guinea Equatorial en missions a l'Àfrica. En total hi ha tretze abusos sexuals a nens documentats per part de setze soldats en un camp de refugiats a la República Centreafricana. També estaria involucrada al costat d'altres funcionaris de l'organisme a silenciar i perseguir al denunciant de l'escàndol, un especialista en drets humans de Suècia, Anders Kompass, qui va presentar la denúncia davant autoritats de França. Els testimoniatges de les víctimes havien estat recollits el 2014 per personal de l'Oficina de l'Alt Comissionat de les Nacions Unides pels Drets Humans i Unicef, sent filtrats en el diari britànic The Guardian.
Un tribunal integrat per tres jutges independents convocats per Ban Ki-moon, va arribar al desembre de 2015 amb la conclusió que els funcionaris de l'ONU, incloent a Malcorra, havien «estat més preocupats a silenciar i perseguir el denunciant de l'escàndol que a protegir els nens que es trobaven en perill o de sancionar els abusadors».

## Condecoracions i distincions honorífiques
- 2016:  Còndor dels Andes en l'ordre de la Gran Creu (Bolívia)[28]
- 2016: Dama Gran Creu de l'Ordre d'Isabel la Catòlica (Espanya)[29]